# It’s Only Rock ’n’ Roll
Az It’s Only Rock ’n’ Roll a The Rolling Stones  együttes 1974-ben megjelent tizenkettedik stúdióalbuma. Ezen az albumon közreműködött utoljára Mick Taylor gitáros. Az őt felváltó Ronnie Wood is részt vett a munkákban, ezután lett formálisan a zenekar tagja. Főbb slágerei az It’s Only Rock ’n’ Roll, az Ain’t Too Proud To Beg és a Till the Next Goodbye, amikhez klipek is készültek.

## Az album dalai
| 1. | If You Can’t Rock Me                    | 3:47 |
| 2. | Ain’t Too Proud To Beg                  | 3:31 |
| 3. | It’s Only Rock ’n’ Roll (But I Like It) | 5:07 |
| 4. | Till the Next Goodbye                   | 4:37 |
| 5. | Time Waits for No One                   | 6:38 |

| 6.  | Luxury                             | 5:01 |
| 7.  | Dance Little Sister                | 4:11 |
| 8.  | If You Really Want to Be My Friend | 6:17 |
| 9.  | Short and Curlies                  | 2:44 |
| 10. | Fingerprint File                   | 6:33 |